# Hellmut Trunschke
Hellmut Trunschke (* 1. August 1928 in Grunow, Landkreis Crossen (Oder); † 3. April 2025) war ein deutscher Fußballtrainer, Rugbyspieler und Sportfunktionär. Zudem war er von 2003 bis 2008 Bürgermeister der brandenburgischen Gemeinde Schwielochsee.

## Karriere
Trunschke spielte in seiner Jugend bei der SG Grunow in seinem Geburtsort Fußball und machte eine Lehre zum Fleischer. Nach dem Ende des Zweiten Weltkriegs wurde Grunow polnisch und Trunschke kam als Heimatvertriebener nach Goyatz am Schwielochsee. Dort arbeitete er als Landarbeiter und wurde im Juli 1946 Trainer des ortsansässigen Goyatzer SV. Drei Jahre später wurde er Trainer der BSG Lokomotive Lübbenau. Nach einem Jahr pausierte Trunschke seine Trainertätigkeit und studierte an der Deutschen Hochschule für Körperkultur in Leipzig und später an der Pädagogischen Hochschule Potsdam.
Nach seinem Studium wurde Trunschke als Fallschirmspringer bei der Nationalen Volksarmee eingezogen und trainierte den Armeesportverein ASG Vorwärts Cottbus. In der Saison 1959 stieg er mit der Mannschaft in die zweitklassige DDR-Liga auf. 1960 konnte sich die Mannschaft im Mittelfeld der Tabelle positionieren, in dem folgenden Jahr steigerte sich die ASG auf Platz fünf, in der Saison 1962/63 erreichte das Team den zweiten Platz und verpasste den Aufstieg in die DDR-Oberliga nach der damals gültigen Zwei-Punkte-Regel um fünf Punkte. Ab 1961 trainierte Trunschke parallel zur ASG Vorwärts Cottbus auch die SG Traktor Laubsdorf. Im Juli 1963 wurde Hellmut Trunschke Kabinettsleiter beim SC Cottbus. Im März 1965 löste er den damaligen Trainer Willi Schober ab. Sein erstes Spiel ging gegen den TSC Berlin verloren, daraufhin folgten fünf Siege und zwei Unentschieden, woraufhin der SC Cottbus die Saison auf dem zweiten Tabellenplatz beendete. In der Saison 1965/66 startet der SC mit vier Siegen in fünf Spielen, konnte jedoch danach kein Spiel mehr gewinnen. Zur Rückrunde verließ Trunschke deshalb den Verein. 
Im Januar 1966 wurde Trunschke Bezirksvorstand des Deutschen Turn- und Sportbundes im Bezirk Cottbus. Später war er Präsident des Brandenburgischen Volleyballverbandes. Als Rentner war Hellmut Trunschke zeitweise ehrenamtlicher Bürgermeister der damaligen Gemeinde Goyatz und nach der Eingemeindung von 2003 bis 2008 hauptamtlicher Bürgermeister der Gemeinde Schwielochsee. Seit Mai 2006 war Trunschke Ehrenbürger der polnischen Gemeinde Dąbie, aus der er ursprünglich stammte. Hellmut Trunschke lebte zuletzt in Goyatz. Er war der Vater des Politikers Andreas Trunschke.
Zwischen 1952 und 1958 war Hellmut Trunschke Auswahlspieler der DDR-Rugbynationalmannschaft.

## Veröffentlichungen
- Die Ausbildung von Übungsleitern für „allgemeine Sportgruppen“ vorwiegend befähigter Kinder im Kreis Lübben. Ein Beitrag zur Verwirklichung des Staatsratsbeschlusses vom 20.9.1968. Lübben 1970.
- mit Werner Forkert, Wolfgang Schulz: Die Entwicklung der Einheitsfront- und Massenpolitik der KPD gegen Faschismus und Krieg 1930/32 im Raum Senftenberg. Kommission zur Erforschung der Geschichte der Örtlichen Arbeiterbewegung bei der Kreisleitung der SED, Senftenberg 1975, DNB 208282572.
- Untersuchungen zur Vervollkommnung der Sichtung und Auswahl für die 1. Förderstufe im Gerätturnen auf der Grundlage sportmotorischer Tests im Vorschulalter. Dissertation A. Deutsche Hochschule für Körperkultur, Leipzig 1976.
- mit Heinz Ihlo: Tafelsatz Lehrer-, Schüler- und Gerätesymbole. Akademie der Pädagogischen Wissenschaften der Deutschen Demokratischen Republik, Institut für Unterrichtsmittel, Berlin 1979, DNB 910448191.
- mit Hanz Kaluzza, Marl Matschke: Erholungsgebiet Schwielochsee, Mochowsee. Gemeindeverband Schwielochsee-Mochowsee, Bereich Erholungswesen, Rathenow 1981, DNB 890551782.
- Goyatz schaut zurück mit Blick nach vorn. Ein Dorf am Schwielochsee. Staatlich anerkannter Erholungsort. Regia, Cottbus 2011, ISBN 978-3-86929-071-3.
- Fremde werden Partner und Freunde im vereinten Europa. Regia, Cottbus 2011, ISBN 978-3-86929-186-4.
- (Hrsg.): Sagen aus Goyatz und Umgebung. Illustrationen von Tina Michaela. Regia, Cottbus [2013], ISBN 978-3-86929-236-6.
- Die Schwielochsee-Region. Eine Legende im Leichhardt-Land, Land Brandenburg. Regia, Cottbus 2013, ISBN 978-3-86929-161-1.
- mit Hans-Georg Schuster: Zwischen Schlaubetal und Spreewald. Eine Bilderwanderung. Michael Imhof, Petersberg 2015, ISBN 978-3-7319-0253-9.
- Ein Leben in 4 Epochen deutscher Geschichte. Fleischer, Sportler, Wissenschaftler, Sportfunktionär, Dozent, Bürgermeister. Regia-Co-Work, Cottbus 2019, ISBN 978-3-86929-435-3.